# Jan Raphael
Jan Raphael (Hannover, RFA, 18 de enero de 1980) es un deportista alemán que compitió en triatlón. Ganó dos medallas de plata en el Campeonato Europeo de Ironman en los años 2011 y 2013.

## Palmarés internacional
| Campeonato Europeo | Campeonato Europeo   | Campeonato Europeo | Campeonato Europeo |
| Año                | Lugar                | Medalla            | Prueba             |
| ------------------ | -------------------- | ------------------ | ------------------ |
| 2011               | Fráncfort (Alemania) | Medalla de plata   | Individual         |
| 2013               | Fráncfort (Alemania) | Medalla de plata   | Individual         |